# Braselton
Braselton è una città degli Stati Uniti d'America, situata in Georgia, divisa tra la Contea di Jackson, la Contea di Barrow, la Contea di Gwinnett e la Contea di Hall.